# 702 Dywizja Piechoty (III Rzesza)
702 Dywizja Piechoty (niem. 702. Infanterie-Division) – niemiecka dywizja z czasów II wojny światowej, sformowana w Trondheim na mocy rozkazu z 16 kwietnia 1941, w 15. fali mobilizacyjnej przez II Okręg Wojskowy.

## Struktura organizacyjna
- Stan w kwietniu 1941:

722. i 742. pułk piechoty, 662. oddział artylerii, 702. kompania pionierów, 702. oddział łączności;
- Stan w styczniu 1945:

722. i 742. pułk grenadierów, I./662. pułk artylerii, 654. forteczny batalion piechoty, 702. kompania pionierów, 702. batalion fizylierów, 702. oddział łączności;
- Stan w kwietniu 1945:

722., 742. i 772. pułk grenadierów, 702. pułk artylerii, 702. batalion pionierów, 702. batalion fizylierów, 702. oddział przeciwpancerny, 702. oddział łączności, 702. polowy batalion zapasowy;

## Dowódcy dywizji
- gen. por. Herbert Lemke 17 IV 1941 – 4 IX 1941;
- gen. por. Kurt Schmidt 4 IX 1941 – 1 IX 1943;
- gen. por. Karl Edelmann 1 IX 1943 – 11 II 1945;
- gen. por.  Ernst Klepp 11 II 1945 – 8 V 1945;

## Szlak bojowy
Dywizja przez cały okres istnienia pełniła służbę okupacyjną w Norwegii i ochraniała wybrzeże w rejonie Trondheim. Kapitulowała w maju 1945  przed oddziałami brytyjskimi.